# Zemunski klan
Zemunski klan je jedan od klanova srpske mafije u Beogradu. Naziv je dobio po tome što mu je sjedište u Zemunu, u jednoj od beogradskih općina. Svoj vrhunac doživljava od 2000. do 2003. kada je bio jedna od najmoćnijih kriminalnih organizacija u jugoistočnoj Europi.
Glavni vođe ovog klana bili su Dušan Spasojević i Dimitrije Antolčić.

## Povijest
Skupina "Peca" je uhićena 1992. godine. Jedan od članova ove skupine bio je Dušan Spasojević, koji će kasnije postati vođa Zemunskog klana.
Klan dobiva na snazi neposredno poslije pada Slobodana Miloševića s trona, a jedan dio utjecajnih članova Crvenih beretki uključujući i Milorada Ulemeka Legiju se pridružuje klanu ili simpatizira s njima. Ove osobe su bile vojno trenirane, imale su ratno iskustvo i bile su povezane sa srpskom tajnom policijom, UDBOM.
700 kg heroina je pronađeno u rujnu 2001., u jednom bankovnom sefu iznajmljenom od srpske sigurnosne službe u centru Beograda. Ovaj čin, ilegalnog čuvanja heroina nije do sada razjašnjen.
U razmjenu za informacije o kosovskim teroristima, Zemunski klan su srpske specijalne snage obučavale 2001. na "specijalnim treninzima" .
Poslije ubojstva Arkana, Milorad Ulemek je uz logističku podršku službe sigurnosti dobio zadatak likvidacije Arkanovih ubojica i za taj zadatak je izabrao Dušana Spasojevića i njegov Zemunski klan, koji izvršavaju seriju ubojstava. Kasnije na zahtjev Legije učestvuju u pokušaja ubojstva Vuka Draškovića u Budvi a postoje i indicije da su odigrali i ulogu u ubojstvu novinara Slavka Ćuruvije.
Tijekom perioda započetog s agresijom na Hrvatsku i Bosnu i Hercegovinu, a koji se završava s ubojstvom srpskog premijera Zorana Đinđića u ožujku 2003., veze između srpske mafije i srpske vlade bile su očigledne i korupcija je bjesnila u skoro svim segmentima Vlade, od granične policije do sudstva. Đinđića je ubio 12. ožujka 2003., člana Crvenih beretki, Zvezdan Jovanović. Srpska policija započinje opširnu akciju protiv kriminala u Srbiji pod nazivom  "Sablja" u kojoj je uhićeno više od 10 000 osoba. Milan Sarajlić, zamjenik državnog tužitelja Srbije, uhićen je i priznao je da je bio na platnoj listi Zemunskog klana. Crvene beretke su raspuštene 23. ožujka 2003. godine.
Objavljeno je 2006., da je Dušan Spasojević, vođa Zemunskog klana bio u vezi s vođom radikala, Vojislavom Šešeljem, kojem je dao informacije o visoko profiliranim ubojstvima izvršenim u Srbiji, što je Šešelj spomenuo u svojim knjigama. Jedan od izvora prihoda Zemunskog klana bio je novac koji su dobivali od otmica poznatih osoba. Neke od osoba koje je Zemunski klan oteo bile su: Vuk Bajrušević (beogradski bogataš), Stefan Živojinović (sin Lepe Brene), Dragoslav Vuković (novosadski privrednik), Milenko Aleksić (subotički poslovni čovjek), Miroslav Mišković (predsjednik Delta Holdinga).
Argentinska policija je u studenom 2009., uhitila pet srpskih kurira i zaplijenila njihova 492 kg kokaina u Buenos Airesu, što je bila jedna od najvećih zapljena u 2009. Pravci kretanja droge bili su iz Urugvaja i argentine prema Južnoj Africi i prema sjevernoj Italiji ili prema Turskoj i Crnoj Gori, ali i preko hrvatske luke Rijeka. Srpski stručnjaci su procijenili da je oko 10 000 rasturivača droge (tzv. dilera ili tapkaroša) djelovalo u Srbiji, a koji su bili pripadnici 5 glavnih organiziranih skupina u Srbiji.
Paket s 5 kg kokaina je zaplijenjen iz Paragvaja, a 4 Beograđana, članova Zemunskog klana su uhićeni. 
Ova zapljena bila je dio operacije Balkanski ratnik; internaconalno koordinirane koja je bila usmjerena prema Zemunskom klanu i njegovom vođi Željku Vujanoviću.
Sretka Kalinića je u lipnju 2010., u Zagrebu ranio mafijaš Miloš Simović, za kojeg se govorilo da je i on kao i Kalinić učestvovao u uroti oko ubojstva Zorana Đinđića. Sretko Kalinić i Miloš Simović su bili pripadnici Zemunskog klana koji su se sklonili u Hrvatsku, jer ih je srpska policija tražila. Sretko Kalinić je tijekom Domovinskog rata bio pripadnik srpske paravojne formacije tzv. Knindža. Kasnije je isporučen Srbiji.
U veljači 2012. godine je u Valenciji uhićen vođa Zemunskog klana, Luka Bojović, zajedno sa svojim suradnicima također pripadnicima klana, Vladimirom Milisavljevićem, Vladimirom Mijanovićem, i Sinišom Petrićem.
U ožujku 2013., u Beogradu je ubijen Nikola Bojović, brat Luke Bojovića.
U prosincu 2016., u Beogradu je ubijen najstariji sin bivšeg vođe klana, tada 21-godišnji Gabrijel Antolčić. Njegova je smrt izazvala brojna kasnija djelovanja Zemunskog klana.